# Padaung
 (septembre 2008).
Si vous disposez d'ouvrages ou d'articles de référence ou si vous connaissez des sites web de qualité traitant du thème abordé ici, merci de compléter l'article en donnant les références utiles à sa vérifiabilité et en les liant à la section « Notes et références ».

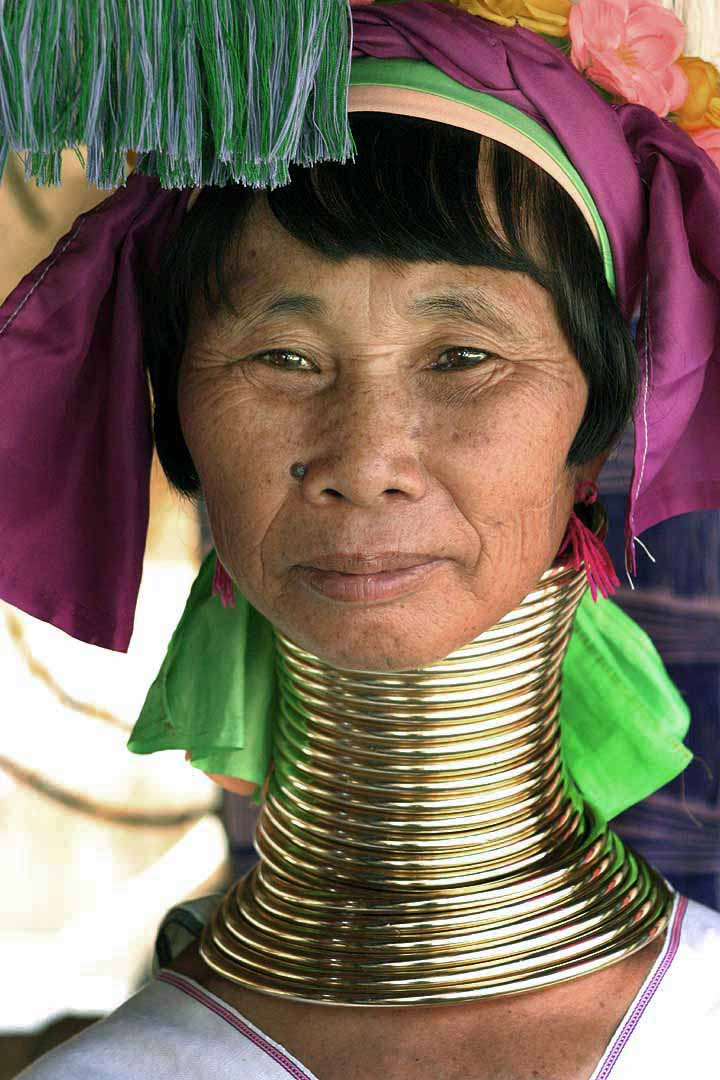
Une femme padaung dans le Nord de la Thaïlande.

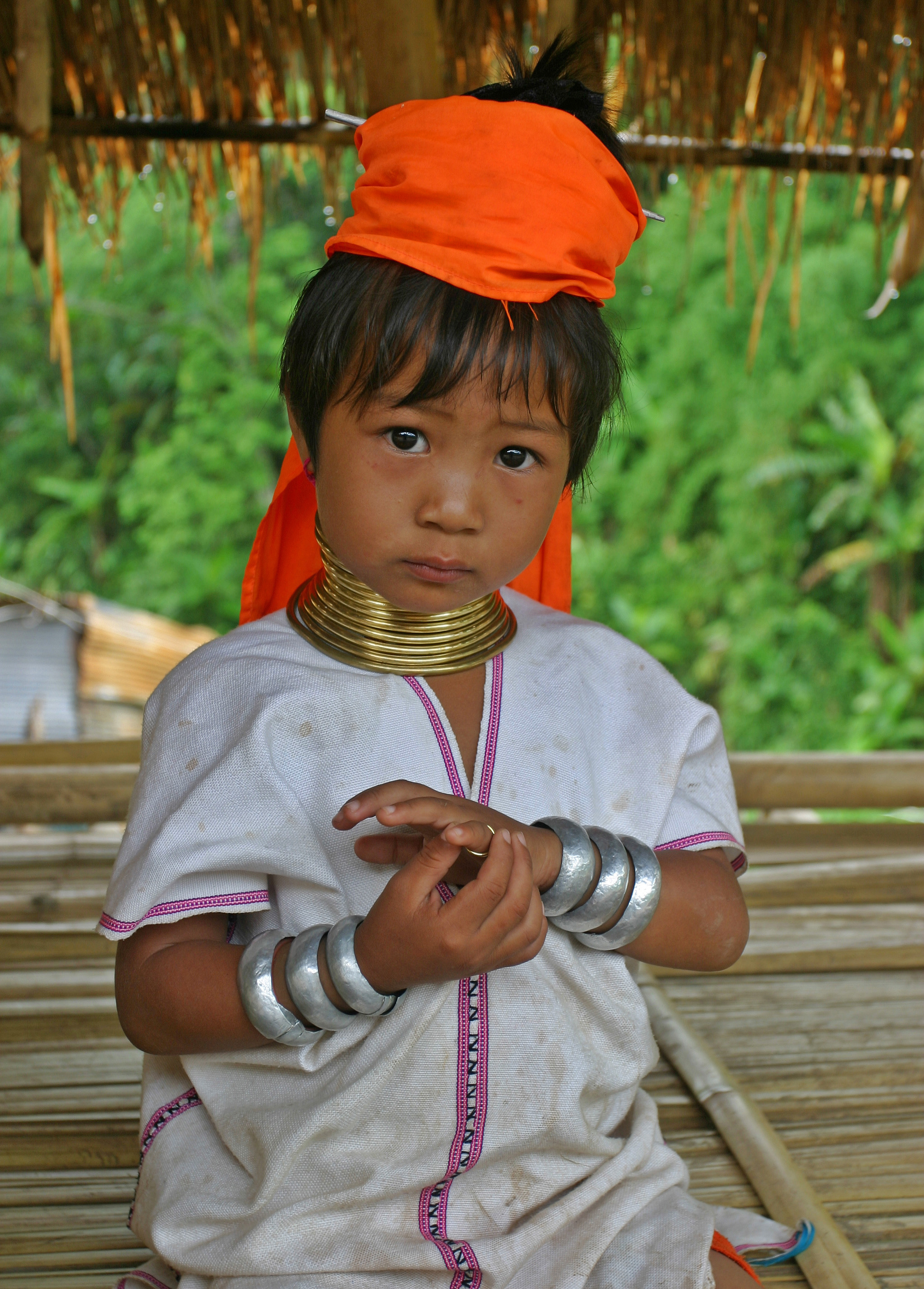
Une petite fille padaung dans le Nord de la Thaïlande.

Les Padaung, aussi connus sous le nom de Kayan, sont un sous-groupe (environ 7 000 personnes) du peuple Karenni (Karens rouges) qui est une minorité ethnique tibéto-birmane du Myanmar (Birmanie). En 1990, à cause du conflit avec le régime militaire birman, beaucoup de Kayan sont partis pour la Thaïlande voisine. Ils y vivent près de la frontière nord, avec un statut légal incertain, dans des villages qui en font des attractions touristiques à cause de leurs modifications corporelles particulières. Celles-ci consistent en une sorte de collier-spirale en laiton enroulé autour du cou des femmes, ce qui a amené les observateurs à leur donner le nom de « femmes girafes » ou « tribu des longs-cous. » Les Birmans nomment ces femmes les « femmes aux longs cous », car ils ne veulent pas les identifier à des animaux.
Il existe aussi des « femmes girafes » en Afrique du Sud, dans le peuple des Ndébélés (voir au chapitre Arts de cet article). Leurs parures peuvent peser jusqu'à 25 kilos.

## Le collier-spirale
Les femmes de cette tribu portent des ornements autour du cou que l’on peut qualifier de collier-spirale. C’est autour de l’âge de cinq ans que les fillettes reçoivent leur premier collier-spirale et celui-ci est remplacé par une spirale plus longue au fur et à mesure de leur croissance (ce ne sont donc pas des anneaux que l’on ajoute, mais toute la spirale que l’on change). Ce bijou que l'on ajoute autour du cou des femmes est une parure du corps. La pratique se transmet de génération en génération depuis plusieurs décennies. Cela ressemble à un rite de passage car toutes les filles doivent porter un collier-spirale, comme une tradition.
Contrairement à la croyance populaire, ces spirales n’affectent pas les vertèbres du cou pour les allonger, mais elles pèsent sur les côtes qui évoluent en penchant vers le bas. Ainsi, plus les côtes penchent, plus le collier tombe sur les épaules, ce qui le rend trop large et pas assez grand pour envelopper encore tout le cou. C’est à ce moment qu’il est remplacé par une spirale plus longue, afin de continuer le processus.
Ces spirales doivent être enlevées pour être remplacées par des plus longues, de même lors de consultations médicales, ce qui infirme l’idée selon laquelle les enlever serait mortellement dangereux pour la femme. En effet, elles ne mourront pas « énuquées » même si effectivement leurs muscles sont affaiblis. Cependant, la plupart des femmes les gardent toujours car la peau et les os de leur cou sont meurtris et décolorés par le fait qu’ils aient toujours été cachés par ces colliers. De plus, l’habitude de les porter continuellement fait qu’ils deviennent presque une extension du corps de la femme.
Beaucoup d’hypothèses ont été émises par les anthropologues sur la raison du port de ces colliers-spirales : pour se protéger contre les morsures de tigres ; pour rendre les femmes moins attrayantes aux yeux des autres tribus afin qu’elles ne se marient pas en dehors de la leur ou qu’elles ne soient pas emmenées en esclavage ; pour leur donner une ressemblance avec un dragon (figure importante du folklore kayan). Mais la plupart de ces hypothèses ne sont pas vérifiées et la véritable origine de cette tradition reste encore un mystère. Actuellement, c’est non seulement pour perpétuer la tradition que ces colliers-spirales sont toujours portés, mais aussi parce qu’ils représentent une part forte de l’identité culturelle de cette ethnie (dans laquelle s’ancre une certaine idée de la beauté), ce qui est renforcé par l’attrait qu'ils exercent sur les touristes.

## Polémique
Le gouvernement de Birmanie décourage la perpétuation de cette tradition car il veut essayer de donner une image plus occidentale du pays, et il est suivi par un certain nombre des femmes padaung. Cependant, étant donné que cette pratique engendre du tourisme et apporte ainsi de l’argent directement à la tribu, elle ne perd pas complètement sa vitalité. Le plus grand village kayan, Nai Soi, en Thailande, reçoit à peu près 1 200 touristes par année et impose une taxe d’entrée de 250 bahts (environ 5,6 euros) par personne[réf. nécessaire].
En 2008, le HCR encourage le boycott par les touristes visitant les villages kayans, considérant que les femmes sont exhibées comme dans un zoo humain.

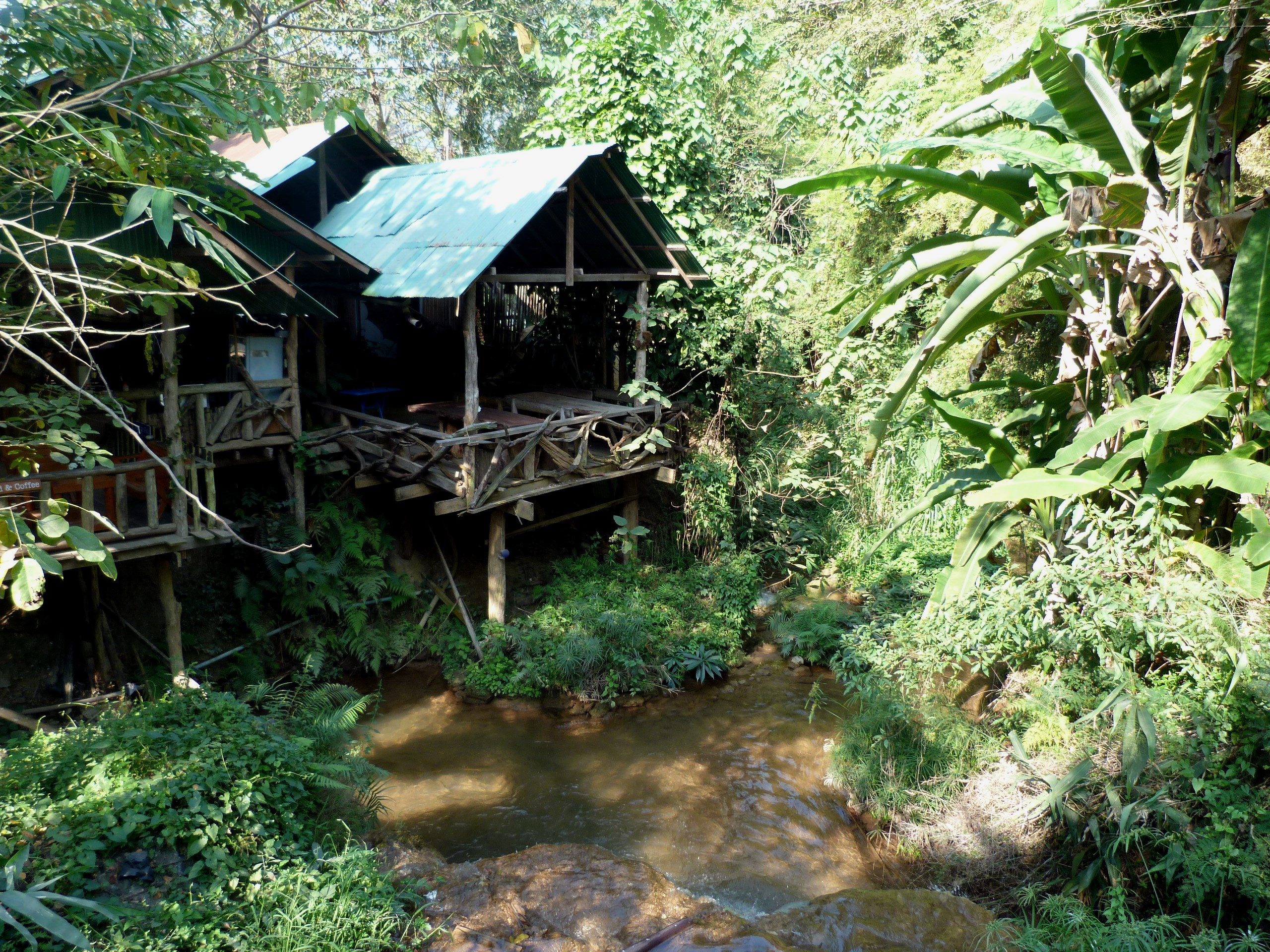
Village Padaung, circonscription de Mae Taeng...
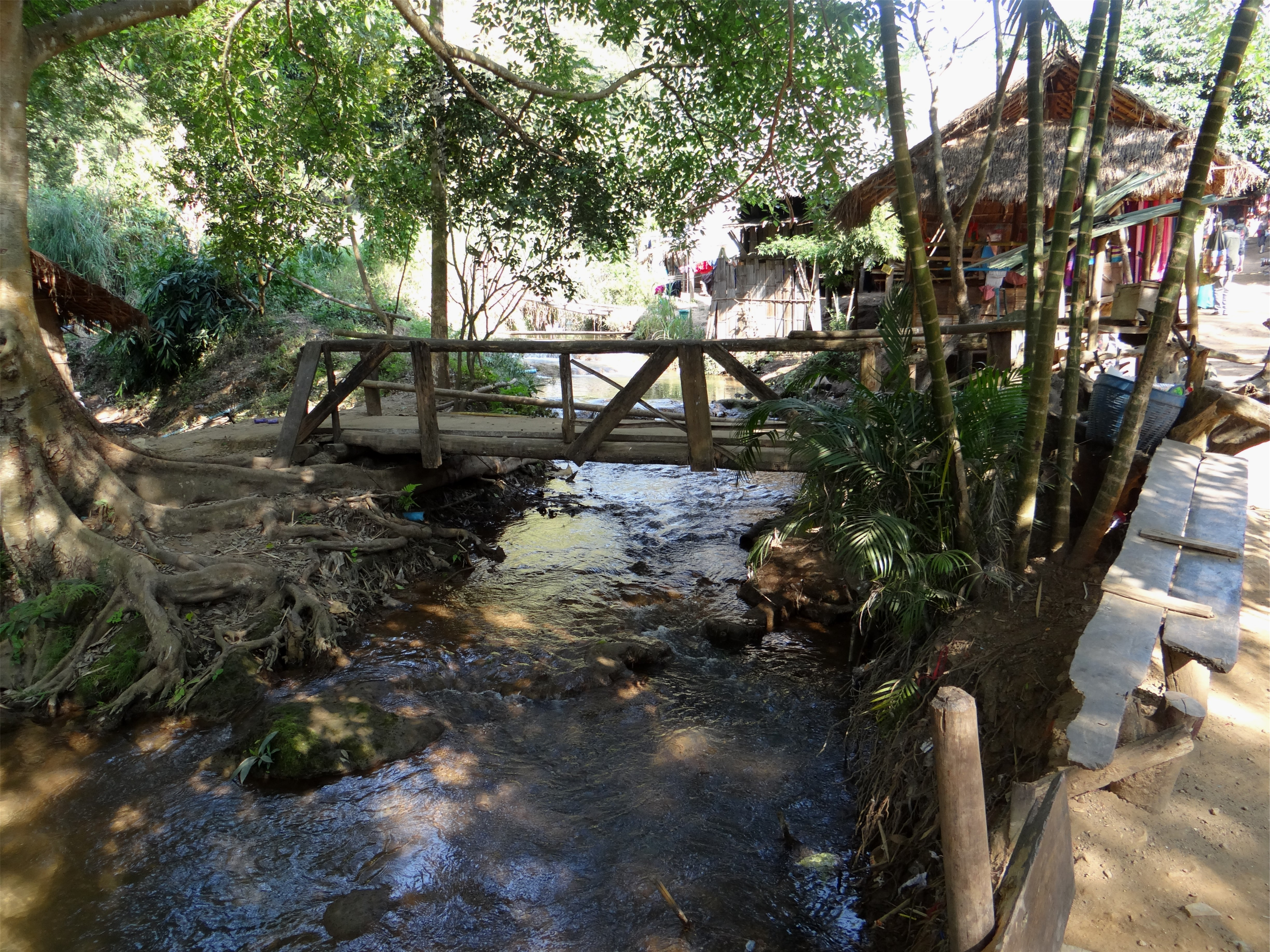
...dans la province de Chiang Mai
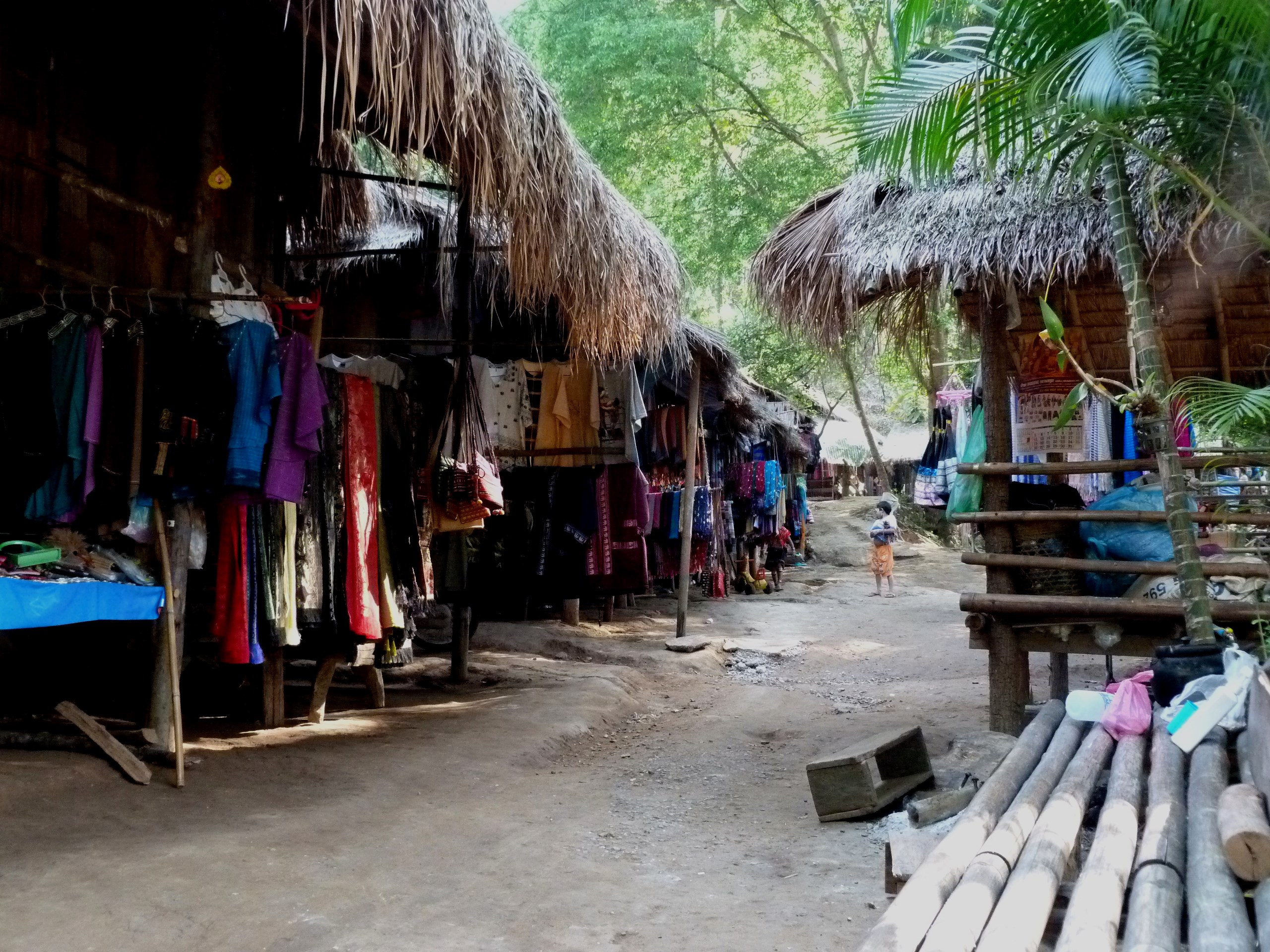
Echopes dans la ruelle principale
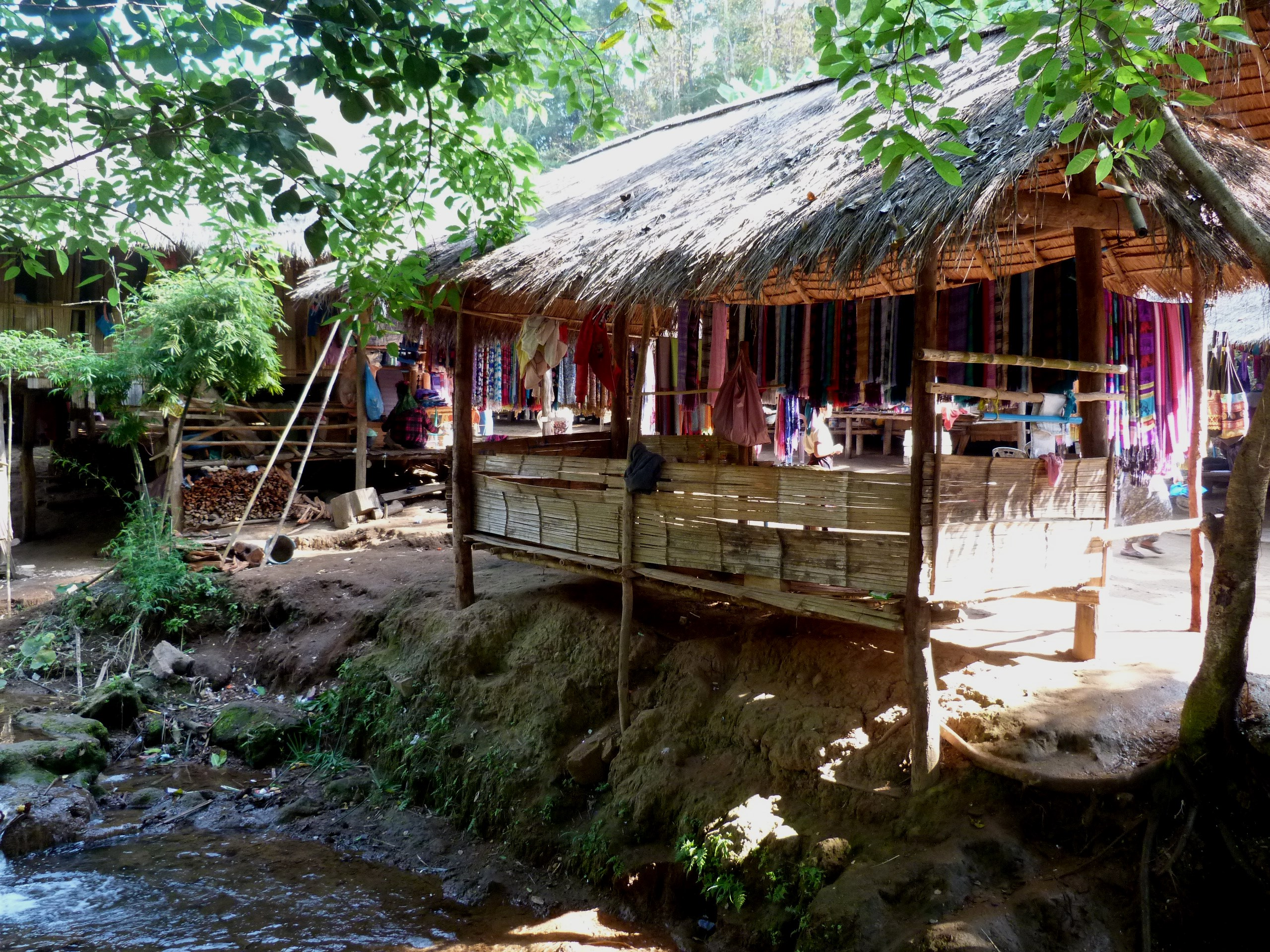

## Padaungs célèbres
- Pascal Khoo Thwe